# گریبوفکا (شهرستان اوفیمسکی، باشقیرستان)
گریبوفکا (انگلیسی: Gribovka, Ufimsky District, Republic of Bashkortostan) یک شهرک در شهرستان اوفیمسکی استان باشقیرستان کشور روسیه است.